# Spessard Holland
Spessard Holland (Bartow, 1892. július 10. – Bartow, 1971. november 6.) az Amerikai Egyesült Államok szenátora (Florida, 1946–1971).